# Frédérick Bousquet
Frédérick Bousquet, detto Fred (Perpignano, 8 aprile 1981), è un ex nuotatore francese.

## Biografia

### Carriera sportiva
Specialista delle prove veloci di stile libero e farfalla, ex-detentore del record del mondo dei 50 m stile libero (20"94) ed è stato il primo uomo della storia a varcare il muro dei 21", il 26 aprile 2009, durante i campionati francesi di Montpellier. Il record precedente apparteneva all'australiano Eamon Sullivan. Il 19 giugno 2008 agli Open di Francia ha stabilito il record europeo in 3'12"54 nella staffetta 4x100 m sl., successivamente migliorato con l'argento alle olimpiadi di Pechino del 2008 con il tempo di 3'08"32 (Amaury Leveaux, Fabien Gilot, Frédérick Bousquet, Alain Bernard).
Ai Campionati mondiali di nuoto 2009 di Roma è stato uno dei protagonisti conquistando tre medaglie.

### Vita privata
Fidanzato con la collega Laure Manaudou, il 2 aprile 2010 è diventato padre per la prima volta di una bambina.

## Palmarès
- Giochi olimpici

Pechino 2008: argento nella 4x100m sl.
- Mondiali

Barcellona 2003: bronzo nella 4x100m sl.
Melbourne 2007: bronzo nella 4x100m sl.
Roma 2009: argento nei 50m sl, bronzo nei 100m sl e nella 4x100m sl.
Barcellona 2013: bronzo nei 50m farfalla.
- Mondiali in vasca corta

Dubai 2010: oro nella 4x100m sl e argento nei 50m sl.
- Europei

Helsinki 2000: bronzo nella 4x100m sl.
Budapest 2006: bronzo nella 4x100m sl.
Budapest 2010: oro nei 50m sl e nella 4x100m misti e argento nei 50m farfalla.
Debrecen 2012: oro nei 50m sl e nella 4x100m sl e argento nei 50m farfalla.
Londra 2016: bronzo nella 4x100m sl mista.
- Europei in vasca corta

Vienna 2004: oro nei 100m sl e nella 4x50m sl.
Trieste 2005: argento nei 50m sl e nella 4x50m sl.
Helsinki 2006: argento nella 4x50m sl.
Fiume 2008: oro nella 4x50m sl e argento nei 50m sl.
Istanbul 2009: oro nei 50m sl e nella 4x50m sl, argento nei 50m farfalla e bronzo nella 4x50m misti.
Chartres 2012: oro nella 4x50m misti, nella 4x50m sl, nella 4x50m sl mista e nella 4x50 misti mista, argento nei 50m farfalla e bronzo nei 50m sl.
- Giochi del Mediterraneo

Tunisi 2001: argento nella 4x100m sl.
Almerìa 2005: oro nei 50m farfalla e nella 4x100m sl.
Pescara 2009: oro nei 50m sl e nella 4x100m sl.
- Campionati francesi

Chalon-sur-Saone 2002: oro nella 4x100m mista, bronzo nei 50m farfalla e nella 4x100m sl.
Saint-Etienne 2003: oro nei 50m sl, nei 100m sl, nei 50m farfalla e nella 4x100m sl, argento nei 100m farfalla e nella 4x100m mista.
Dunkerque 2004: oro nei 100m sl, nei 100m farfalla e nella 4x100m sl, argento nei 100m farfalla e nella 4x100m mista e bronzo nei 50m sl.
Nancy 2005: oro nei 50m sl, nei 100m sl, nei 50m farfalla e nella 4x100m sl, argento nei 100m farfalla e nella 4x100m mista.
Tours 2006: oro nei 50m sl e nei 50m farfalla, argento nei 100m farfalla e nella 4x100m sl.
Saint-Raphael 2007: oro nei 50m farfalla, nella 4x100m sl e nella 4x100m mista, argento nei 100m farfalla, bronzo nei 50m sl e nei 100m sl.
Dunkerque 2008: oro nei 100m farfalla e nella 4x100m sl, argento nella 4x100m mista, bronzo nei 50m sl e nei 100m sl.
Montpellier 2009: oro nei 50m sl e nei 100m sl.